# Psorophora longipalpus
Psorophora longipalpus is een muggensoort uit de familie van de steekmuggen (Culicidae). De wetenschappelijke naam van de soort is voor het eerst geldig gepubliceerd in 1944 door Randolph and O'Neill.